# Alcyninae
Alcyninae zijn een onderfamilie van weekdieren uit de klasse van de Gastropoda (slakken).

## Geslacht
- Alcyna A. Adams, 1860